# Paris-Roubaix 1946
Paris-Roubaix 1946 a fost a 44-a ediție a Paris-Roubaix, o cursă clasică de ciclism de o zi din Franța. Evenimentul a avut loc pe 21 aprilie 1946 și s-a desfășurat pe o distanță de 246 de kilometri de la Paris până la velodromul din Roubaix. Câștigătorul a fost Georges Claes din Belgia.

## Rezultate
| Loc | Ciclist                    | Timp       |
| --- | -------------------------- | ---------- |
| 1   | Georges Claes (BEL)        | 7h 13' 25" |
| 2   | Louis Gauthier (FRA)       | +0' 00"    |
| 3   | Lucien Vlaemynck (BEL)     | +0' 00"    |
| 4   | Frans Bonduel (BEL)        | +0' 19"    |
| 5   | Camille Danguillaume (FRA) | +0' 29"    |
| 6   | Georges Blum (FRA)         | +0' 29"    |
| 7   | Maurice Desimpelaere (BEL) | +0' 29"    |
| 8   | Victor Pernac (FRA)        | +0' 29"    |
| 9   | Joseph Soffietti (FRA)     | +0' 29"    |
| 10  | Marcel Kint (BEL)          | +0' 29"    |